# Folkets park, Norrköping
Folkets park var en folkpark som låg i Klockaretorpet i nära anslutning till SMHI i västra Norrköping.

## Historia
När åkrarna kring Borgs säteri skulle delas upp 1901 blommade engagemang upp hos arbetarrörelsen som sedan slutet av 1800-talet hade tankar på att förse Norrköping med en folkpark. Ytorna som snart blev tillgängliga kom att byggas upp och tätortsborna befann sig för att iordningställa den nya parken frivilligt. Så snart den stod färdig fanns aktiviteter av enklare slag, en dansbana och kiosk.
Målsättningen med den nya parken var att erbjuda sund kultur med god smak. Tidiga artister i den nya parken var bland andra Calle Lindström, Anners Annersa på Hultet och Skånska Lasse. Men snart dominerades underhållningen av högklassiga teatrar, revyer och operetter. Några stora namn som besökte scenen under 30-, 40- och 50-talet var Jussi Björling, Gösta Ekman och Oskar Textorius. Publiksiffrorna en vanlig kväll låg mellan 3 000 och 3 500 personer.
År 1964 byggdes en liten stadsmiljö där barn praktiskt kan lära sig trafikvett.

## Anläggningen idag
Sedan 1980-talet avvecklades verksamheterna vid Folkets park allteftersom; Tropikhuset med fåglar och reptiler, invigt 1964, flyttades ut till Kolmårdens djurpark. Djuren från den lilla djurparken flyttades till Naturbruksgymnasiet i Himelstalund under 2005. Området blev allt mindre använt och allt mer förfallet.
Det som finns kvar av det ursprungliga Folkets park 2018 är arrangemangslokalen Borgen (tidigare Folkborgen),den syrisk-ortodoxa kyrkan S:t Maria (den tidigare teatern) samt Barntrafikskolan som drivs av KFUM Norrköping.  
I områdets norra del byggdes ett antal lägenheter under 2010-talet, i områdets södra del planeras under 2018 ett antal radhus att byggas. Området kallades under 2000-talet för Kneippen Syd, men fick 2015 det officiella namnet Sandtorp.
[uppföljning saknas]